# Nachal Modi'im
Nachal Modi'im (hebrejsky: נחל מודיעים, arabsky: na horním toku Vádí Džiridun, na dolním toku Vádí al-Malaki) je vádí o délce cca 30 kilometrů na Západním břehu Jordánu a v Izraeli, v Judských horách.
Začíná severně od města Giv'at Ze'ev a jihozápadně od Ramalláhu na Západním břehu Jordánu. Směřuje k severozápadu okolo vesnice Bejt Choron, přičemž vytváří hluboké údolí. Prochází pak kopcovitou krajinou s hustým arabským (palestinským) osídlením a z jihu míjí židovské město Modi'in Ilit, přičemž sleduje přibližně hranici mezi Západním břehem Jordánu a vlastním Izraelem (na jihu již v Izraeli stojí obce Kfar ha-Oranim a Lapid). Svahy na izraelské straně jsou zde zalesněné. Z východu míjí vesnici Mevo Modi'im (poblíž stálo starověké sídlo Modi'im, jež dalo tomuto vodnímu toku jeho název) a stáčí se k severu, kde opět na palestinské straně Západního břehu Jordánu ústí do vádí Nachal Natuf, které jeho vody poté odvádí do toku Nachal Ajalon. Na dolním toku je údolí Nachal Modi'im od počátku 21. století přehrazeno bezpečnostní bariérou.